# Winmau World Masters
Winmau World Masters – jeden z najdłużej rozgrywanych i najbardziej prestiżowych turniejów darta, organizowany od 1974 roku (przed World Professional Darts Championship). Sponsorem turnieju przez 43 lata była firma Winmau produkująca tablice i akcesoria do darta. Turniej traktowany jest na równi z takimi zawodami darta jak BDO World Darts Championship, International Darts League i World Darts Trophy. Jest drugim pod względem wielkości turniejem organizowanym przez World Darts Federation (wcześniej przez British Darts Organisation). Zwycięzca turnieju przejmuje do czasu rozegrania kolejnego turnieju tytuł World Master.
Turniej był transmitowany corocznie na żywo przez telewizję BBC. Turnieje w 2022 i 2024 roku można było obejrzeć na kanale World Darts Federation w serwisie YouTube.

## Sponsorzy
- 1974-1975 – Phonogram
- 1976-2018, 2022 – Winmau
- 2019 – One80, L-Style

## Miejsca rozgrywania turnieju
- 1974-1976 West Centre Hotel, Fulham
- 1977-1981 Wembley Conference Centre
- 1982-1989 Rainbow Suite, Kensington
- 1990-1991 Ramada Inn. Lillie Road, West London
- 1992-1995 Earls Court Exhibition Centre, Londyn
- 1996-1997 Paragon Hotel, Lillie Road, Londyn
- 1998-2001 Lakeside Country Club, Frimley Green Surrey
- 2002-2005 Bridlington Spa Royal Hall
- 2006-2007 Leisure World, Bridlington
- 2008-2009 Bridlington Spa Royal Hall
- 2010 Hull City Hull Kingston upon Hull
- 2011 Hull Arena Kingston upon Hull
- 2012 Hull City Hull Kingston upon Hull
- 2013-2014 Bonus Arena Hull City Hull Kingston upon Hull
- 2015 Hull City Hull Kingston upon Hull
- 2016 Lakeside Country Club, Frimley Green Surrey
- 2017-2018 Bridlington Spa Royal Hall
- 2019 Circus Tavern, Purfleet
- 2022 De Bonte Wever, Assen
- 2024-obecnie Gerevich Aladár National Sports Hall, Budapeszt

## Zwycięzcy turnieju

### Mężczyźni
| Rok  | Zwycięzca (średnia w finale)  | Wynik | 2. miejsce (średnia w finale) | Pula nagród | Nagroda dla zwycięzcy | Nagroda za 2. miejsce | Miejsce rozgrywania turnieju                    |
| ---- | ----------------------------- | ----- | ----------------------------- | ----------- | --------------------- | --------------------- | ----------------------------------------------- |
| 1974 | Cliff Inglis                  | 3-2   | Harry Heenan                  | £800        | £400                  | £200                  | West Centre Hotel, Fulham                       |
| 1975 | Alan Evans                    | 3-1   | David Jones                   | £2 000      | £1 000                | £500                  | West Centre Hotel, Fulham                       |
| 1976 | John Lowe                     | 3-0   | Phil Obbard                   | £2 000      | £1 000                | £500                  | West Centre Hotel, Fulham                       |
| 1977 | Eric Bristow                  | 3-1   | Paul Reynolds                 | £3 000      | £2 000                | £500                  | Wembley Conference Centre                       |
| 1978 | Ronnie Davies                 | 3-2   | Tony Brown                    | £4 751      | £3 001                | £1 000                | Horticultural Hall, Victoria, London            |
| 1979 | Eric Bristow                  | 2-0   | Allan Hogg                    | £6 251      | £4 001                | £1 250                | Wembley Conference Centre                       |
| 1980 | John Lowe                     | 2-0   | Rab Smith                     | £6 251      | £4 001                | £1 250                | Wembley Conference Centre                       |
| 1981 | Eric Bristow                  | 2-1   | John Lowe                     | £7 800      | £5 000                | £1 500                | Wembley Conference Centre                       |
| 1982 | Dave Whitcombe                | 2-1   | Jocky Wilson                  | £10 950     | £7 500                | £1 750                | Rainbow Suite, Kensington                       |
| 1983 | Eric Bristow                  | 2-1   | Mike Gregory                  | £10 950     | £7 500                | £1 750                | Rainbow Suite, Kensington                       |
| 1984 | Eric Bristow                  | 3-1   | Keith Deller                  | £13 100     | £7 500                | £3 000                | Rainbow Suite, Kensington                       |
| 1985 | Dave Whitcombe                | 3-0   | Ray Farrell                   | £15 000     | £8 000                | £3 000                | Rainbow Suite, Kensington                       |
| 1986 | Bob Anderson                  | 3-2   | Bob Sinnaeve                  | £15 000     | £8 000                | £3 000                | Rainbow Suite, Kensington                       |
| 1987 | Bob Anderson                  | 3-1   | John Lowe                     | £15 000     | £8 000                | £3 000                | Rainbow Suite, Kensington                       |
| 1988 | Bob Anderson                  | 3-2   | John Lowe                     | £15 000     | £8 000                | £3 000                | Rainbow Suite, Kensington                       |
| 1989 | Peter Evison                  | 3-2   | Eric Bristow                  | £9 600      | £4 000                | £2 000                | Rainbow Suite, Kensington                       |
| 1990 | Phil Taylor                   | 3-2   | Jocky Wilson                  | £15 000     | £8 000                | £3 000                | Ramada Inn, Londyn                              |
| 1991 | Rod Harrington                | 3-2   | Phil Taylor                   | £14 000     | £7 000                | £3 000                | Ramada Inn, Londyn                              |
| 1992 | Dennis Priestley (102,27)     | 3-2   | Mike Gregory (100,14)         | £14 000     | £7 000                | £3 000                | Earls Court, Londyn                             |
| 1993 | Steve Beaton                  | 3-1   | Les Wallace                   | £14 000     | £7 000                | £3 000                | Earls Court Exhibition Centre, Londyn           |
| 1994 | Richie Burnett                | 3-2   | Steve Beaton                  | £14 000     | £7 000                | £3 000                | Earls Court Exhibition Centre, Londyn           |
| 1995 | Erik Clarys                   | 3-0   | Richie Burnett                | £13 100     | £7 000                | £2 500                | Earls Court Exhibition Centre, Londyn           |
| 1996 | Colin Monk                    | 3-2   | Richie Burnett                | £13 100     | £7 000                | £2 500                | Paragon Hotel, Londyn                           |
| 1997 | Graham Hunt (88,89)           | 3-2   | Ronnie Baxter (91,26)         | £13 100     | £7 000                | £2 500                | Paragon Hotel, Londyn                           |
| 1998 | Les Wallace                   | 3-2   | Alan Warriner                 | £14 100     | £8 000                | £2 500                | Lakeside Country Club, Frimley Green            |
| 1999 | Andy Fordham (88,20)          | 3-1   | Wayne Jones (81,87)           | £14 100     | £8 000                | £2 500                | Lakeside Country Club, Frimley Green            |
| 2000 | John Walton (90,75)           | 3-2   | Mervyn King (86,82)           | £14 100     | £8 000                | £2 500                | Lakeside Country Club, Frimley Green            |
| 2001 | Raymond van Barneveld (95,64) | 4-2   | Jarkko Komula (95,16)         | £14 100     | £8 000                | £2 500                | Lakeside Country Club, Frimley Green            |
| 2002 | Mark Dudbridge (88,65)        | 7-4   | Tony West (86,76)             | £16 800     | £10 000               | £3 000                | Bridlington Spa Royal Hall                      |
| 2003 | Tony West (96,60)             | 7-6   | Raymond van Barneveld (96,84) | £16 800     | £10 000               | £3 000                | Bridlington Spa Royal Hall                      |
| 2004 | Mervyn King (97,86)           | 7-6   | Tony O’Shea (98,19)           | £21 800     | £15 000               | £3 000                | Bridlington Spa Royal Hall                      |
| 2005 | Raymond van Barneveld (94,71) | 7-3   | Goran Klemme (87,45)          | £21 800     | £15 000               | £3 000                | Bridlington Spa Royal Hall                      |
| 2006 | Michael van Gerwen (94,50)    | 7-5   | Martin Adams (93,69)          | £23 800     | £15 000               | £3 000                | Leisure World, Bridlington                      |
| 2007 | Robert Thornton (94,26)       | 7-5   | Darryl Fitton (95,28)         | £50 000     | £25 000               | £10 000               | Leisure World, Bridlington                      |
| 2008 | Martin Adams (95,55)          | 7-6   | Scott Waites (97,26)          | £50 000     | £25 000               | £10 000               | Bridlington Spa Royal Hall                      |
| 2009 | Martin Adams (90,15)          | 7-6   | Robbie Green (86,07)          | £53 000     | £25 000               | £10 000               | Bridlington Spa Royal Hall                      |
| 2010 | Martin Adams (94,29)          | 7-3   | Stuart Kellett (90,99)        | £58 000     | £25 000               | £10 000               | Hull City Hull Kingston upon Hull               |
| 2011 | Scott Waites (100,62)         | 7-2   | Dean Winstanley (95,85)       | £55 000     | £25 000               | £10 000               | Hull Arena Kingston upon Hull                   |
| 2012 | Stephen Bunting (94,86)       | 7-4   | Tony O’Shea (84,81)           | £60 000     | £25 000               | £10 000               | Hull City Hull Kingston upon Hull               |
| 2013 | Stephen Bunting (96,11)       | 7-0   | James Wilson (93,91)          | £60 000     | £25 000               | £10 000               | Bonus Arena Hull City Hull Kingston upon Hull   |
| 2014 | Martin Phillips (89,67)       | 7-3   | Jamie Hughes (82,08)          | £60 000     | £25 000               | £10 000               | Bonus Arena Hull City Hull Kingston upon Hull   |
| 2015 | Glen Durrant (93,22)          | 7-3   | Larry Butler (92,53)          | £60 000     | £25 000               | £10 000               | Hull City Hull Kingston upon Hull               |
| 2016 | Glen Durrant (92,46)          | 6-3   | Mark McGeeney (86,28)         | £60 000     | £25 000               | £10 000               | Lakeside Country Club, Frimley Green            |
| 2017 | Krzysztof Ratajski (97,57)    | 6-1   | Mark McGeeney (90,21)         | £60 000     | £25 000               | £10 000               | Bridlington Spa Royal Hall                      |
| 2018 | Adam Smith-Neale (96,86)      | 6-4   | Glen Durrant (99,68)          | £60 000     | £25 000               | £10 000               | Bridlington Spa Royal Hall                      |
| 2019 | John O’Shea (88,89)           | 6-4   | Scott Waites (86,24)          | £60 000     | £25 000               | £10 000               | Circus Tavern, Purfleet                         |
| 2022 | Wesley Plaister (96,27)       | 7-2   | Barry Copeland (95,93)        | €35 000     | €10 000               | €5 000                | De Bonte Wever, Assen                           |
| 2024 | Wesley Plaister (96,33)       | 7-3   | Kai Gotthardt (90,63)         | €35 000     | €10 000               | €5 000                | Gerevich Aladár National Sports Hall, Budapeszt |

### Kobiet
| Rok  | Zwycięzca (średnia w finale)   | Wynik | 2. miejsce (średnia w finale)  | Pula nagród | Nagroda dla zwycięzcy | Nagroda za 2. miejsce |
| ---- | ------------------------------ | ----- | ------------------------------ | ----------- | --------------------- | --------------------- |
| 1982 | Ann Marie Davies               | 3-0   | Maureen Flowers                | £2 500      | £1 200                | £500                  |
| 1983 | Sonja Ralphs                   | 3-1   | Lil Coombes                    | £2 500      | £1 200                | £500                  |
| 1984 | Kathy Wones                    | 3-0   | Sandy Earnshaw                 | £2 500      | £1 200                | £500                  |
| 1985 | Lilian Barnett                 | 3-1   | Sonja Ralphs                   | £3 300      | £1 500                | £600                  |
| 1986 | Kathy Wones                    | 3-1   | Jayne Kempster                 | £3 300      | £1 500                | £600                  |
| 1987 | Ann Thomas                     | 3-2   | Cathie McCulloch               | £3 300      | £1 500                | £600                  |
| 1988 | Mandy Solomons                 | 3-1   | Maureen Flowers                | £3 300      | £1 500                | £600                  |
| 1989 | Mandy Solomons                 | 3-1   | Sharon Colclough               | £3 300      | £1 500                | £600                  |
| 1990 | Rhian Speed                    | 3-1   | Deta Hedman                    | £3 300      | £1 500                | £600                  |
| 1991 | Sandy Reitan                   | 3-0   | Hege Løkken                    | £3 300      | £1 500                | £600                  |
| 1992 | Leeanne Maddock                | 3-2   | Sandra Greatbatch              | £3 300      | £1 500                | £600                  |
| 1993 | Mandy Solomons                 | 3-1   | Kathy Maloney                  | £3 300      | £1 500                | £600                  |
| 1994 | Deta Hedman                    | 3-2   | Mandy Solomons                 | £4 000      | £1 600                | £800                  |
| 1995 | Sharon Colclough               | 3-1   | Stacy Bromberg                 | £3 600      | £1 400                | £700                  |
| 1996 | Sharon Douglas                 | 3-1   | Heike Ernst                    | £3 600      | £1 400                | £700                  |
| 1997 | Mandy Solomons                 | 3-1   | Sandra Greatbatch              | £3 600      | £1 400                | £700                  |
| 1998 | Karen Lawman                   | 3-2   | Trina Gulliver                 | £4 200      | £2 000                | £700                  |
| 1999 | Francis Hoenselaar (95,04)     | 3-1   | Trina Gulliver (97,56)         | £5 200      | £3 000                | £700                  |
| 2000 | Trina Gulliver (85,77)         | 3-1   | Francis Hoenselaar (83,55)     | £5 200      | £3 000                | £700                  |
| 2001 | Anne Kirk (70,44)              | 4-0   | Marylin Popp (60,39)           | £5 200      | £3 000                | £700                  |
| 2002 | Trina Gulliver (68,10)         | 4-1   | Karen Lawman (64,38)           | £6 200      | £3 000                | £1 000                |
| 2003 | Trina Gulliver (76,02)         | 4-3   | Crissy Howat (73,86)           | £6 200      | £3 000                | £1 000                |
| 2004 | Trina Gulliver (96,84)         | 4-1   | Francis Hoenselaar (81,21)     | £6 200      | £3 000                | £1 000                |
| 2005 | Trina Gulliver (90,81)         | 4-1   | Francis Hoenselaar (71,88)     | £6 200      | £3 000                | £1 000                |
| 2006 | Francis Hoenselaar (76,56)     | 4-3   | Karin Krappen (77,94)          | £6 200      | £3 000                | £1 000                |
| 2007 | Karin Krappen (73,92)          | 4-3   | Karen Lawman (75,90)           | £10 000     | £5 000                | £1 500                |
| 2008 | Francis Hoenselaar (77,25)     | 4-3   | Anastasia Dobromyslova (77,22) | £10 000     | £5 000                | £1 500                |
| 2009 | Linda Ithurralde (68,10)       | 4-3   | Trina Gulliver (67,83)         | £10 500     | £5 000                | £2 000                |
| 2010 | Julie Gore (70,41)             | 4-1   | Francis Hoenselaar (74,46)     | £10 500     | £5 000                | £2 000                |
| 2011 | Lisa Ashton (71,13)            | 4-1   | Trina Gulliver (69,48)         | £10 500     | £5 000                | £2 000                |
| 2012 | Julie Gore (78,24)             | 4-1   | Deta Hedman (78,21)            | £10 500     | £5 000                | £2 000                |
| 2013 | Deta Hedman (76,38)            | 4-1   | Rachel Brooks (66,58)          | £6 200      | £3 000                | £1 000                |
| 2014 | Anastasia Dobromyslova (74,67) | 4-1   | Fallon Sherrock (72,00)        | £6 200      | £3 000                | £1 000                |
| 2015 | Aileen de Graaf (82,50)        | 5-4   | Lisa Ashton (83,79)            | £6 200      | £3 000                | £1 000                |
| 2016 | Trina Gulliver (63,79)         | 5-2   | Deta Hedman (64,94)            | £6 200      | £3 000                | £1 000                |
| 2017 | Lorraine Winstanley (76,89)    | 5-2   | Corrine Hammond (72,78)        | £6 200      | £3 000                | £1 000                |
| 2018 | Lisa Ashton (84,17)            | 5-2   | Casey Gallagher (77,46)        | £10 500     | £5 000                | £2 000                |
| 2019 | Lisa Ashton (85,50)            | 5-4   | Anastasia Dobromyslova (82,76) | £10 500     | £5 000                | £2 000                |
| 2022 | Beau Greaves (80,52)           | 6-0   | Almudena Fajardo (74,40)       | €15 000     | €5 000                | €2 000                |
| 2024 | Beau Greaves (92,97)           | 6-0   | Rhian O'Sullivan (73,34)       | €15 000     | €5 000                | €2 000                |